# Bergpredigt (South Park)
Bergpredigt (Originaltitel: Sermon on the ‘Mount) ist die erste Episode der 27. Staffel der Animationsserie South Park.

## Handlung
Cartmans Lieblingshassshow über Woke-Themen auf NPR wurde vom Präsidenten gecancelt, was ihn zutiefst aufregt und ihn darüber überlegen lässt, in welche Richtung sich das Land entwickelt – zumals sich außer ihm scheinbar niemand darüber aufregt. Selbst PC Principal gibt sich bei einer Schulversammlung geschlagen und tritt nun als PowerChristian Principal auf, indem er die Schüler auffordert, der Bibel zu folgen. Zur Unterstützung erscheint Jesus Christus. Cartman ist niedergeschlagen, denn „woke ist tot“, wodurch er keinen Gegenspieler mehr hat und sich jetzt fragt, was er tun solle. 
Beim Abendessen erzählt Stan, dass Jesus heute in der Schule war, was seinen Vater Randy stutzen lässt. Er sucht sich Rat und redet im Bett kurz vor dem Einschlafen mit einer Sprach-KI auf seinem Handy – während seine Frau daneben genervt drein blickt, ob des sehr vertrauten Gespräches der beiden.
Aufgebrachte Stadtbewohner stürmen zum Haus von Mr. Garrison, der in der 20. Staffel Präsident der USA war. Doch sie finden ihn mit seinem Ehemann vor dem Fernseher friedlich auf der Couch sitzend vor und fragen sich, wer dann dieser durchgeknallte Typ im Weißen Haus ist. Sie rufen Trump an und beschweren sich, dieser beschwichtigt sie und droht mit einer Klage gegen die ganze Stadt South Park. Die gesamte Stadt versammelt sich und ruft zum Widerstand auf, als Jesus erscheint, mit ihnen Brot bricht und ihnen heimlich erzählt (während CBS die Zusammenkunft filmt), dass er das alles nur mitmache, weil er gerade vom Präsidenten verklagt werde. Er rät den Bewohnern sich fügen – so wie CBS –, da sie sonst alle gecancelt würden. Außergerichtlich einigen sich die Stadtbewohner mit dem Präsidenten auf eine Zahlung von 3,5 Mio. US-Dollar, womit alle sehr zufrieden sind. Außerdem muss die Stadt für Trump Werbung machen.
Im Weißen Haus wird Trump vom kanadischen Premierminister besucht, der sich bei dem „eine Art von Diktator aus dem Nahen Osten“ über die neuen Zölle beschwert. Trump beschwichtigt und droht gleichzeitig mit einer Bombardierung wie im Irak – Iran, korrigiert ihn der Premierminister. In der nächsten Szene lässt er einen Porträtmaler rausschmeißen und will ihn verklagen, weil ihm seine Größe auf dem Bild nicht gefällt. Im Schlafzimmer legt sich Trump zu Satan ins Bett. Satan fragt ihn, ob er denn nun auf der „Epstein-Liste“ stehe oder nicht – Trump beschwichtigt und Satan meint, dass er ihn immer mehr an jemanden erinnert, mit dem er sich mal gedatet habe – gemeint ist Saddam Hussein.
Im Abspann läuft eine Live-Action-Version von Trump durch die Wüste und zieht sich währenddessen aus.

## Hintergrund
Sie ist die erste Episode von 50 in Auftrag gegebenen Episoden, die zukünftig auf Paramount+ ausgestrahlt werden – und nicht wie bisher auf HBO Max. Der Mutterkonzern Paramount Global hat bereits sieben South Park-Filme von den Schöpfern Trey Parker und Matt Stone produzieren lassen. Zudem werden alle 26 bisherigen Staffeln auf Paramount+ zum Streamen verfügbar sein. Neue Episoden werden zuerst auf Comedy Central Deutschland und am Tag danach auf Paramount+ zur Verfügung stehen.
Sermon on the ‘Mount (auf Deutsch: Bergpredigt) behandelt die zweite Präsidentschaft von Donald Trump, insbesondere deren Fokus auf das Christentum, die Budgetkürzung des National Public Radio, die Angriffe Trumps auf Sendungen wie 60 Minutes (und wie diese jetzt völlig kritiklos und unterwürfig sind) sowie die Debatte um die Veröffentlichung von Akten zum Fall Jeffrey Epstein. Die Schöpfer Trey Parker und Matt Stone nutzten die Episode auch, um Paramount Global für einen 16-Millionen-Dollar-Vergleich in einer von Trump eingereichten Klage zu kritisieren.

## Reaktion
Taylor Rogers, Sprecherin des Weißen Hauses, sagte am 24. Juli [einem Tag nach der Veröffentlichung der Episode], dass die Show „seit über 20 Jahren nicht mehr relevant“ sei und mit „uninspirierten Ideen am seidenen Faden in einem verzweifelten Versuch, Aufmerksamkeit zu erregen“ sei. Sie ist eine „viertklassige Show“, die den Erfolg von Trump „nicht zum Scheitern bringen“ könne. Trey Parker antwortete wenige Stunden später auf der San Diego's Comic-con International: “We're terribly sorry” (dt. „Es tut uns furchtbar leid“), gefolgt von einer langen Pause.